# 刘嘉 (1972年)
刘嘉(1972年8月3日—)，北京师范大学心理学部部长，中华人民共和国教育部长江学者特聘教授，长期从事心理学领域的教学和科研工作。

## 生平
刘嘉教授于北京大学获得学士和硕士学位，后赴麻省理工学院获得博士学位。现为北京师范大学心理学部部。

## 兼职
- 《中国大百科全书（心理学卷）》副主编
- 《心理科学》副主编
- 中国人才研究会超常人才专业委员会会长
- 中国心理学会普心与实心专业委员会副主任
- 中国心理学会国际学术交流工作委员会副主任